# Жилбер Орал
Жилбер Орал е велик магистър на тамплиерите от 1194 до 1200 г.
Жилбер Орал е арагонец и става тамплиер на ранна възраст, като се издига до командор на Прованс. Взема участие в Реконкистата на крал Алфонсо II Арагонски срещу алмохадите и получава замъка Алфамбра за ордена си. Силните му позиции в Европа позволяват да укрепи позициите на тамплиерите във Франция и Италия, като през 1194 получава от папа Целестин III още привилегии за Ордена. Жилбер е запомнен с опитите си за мирни преговори с брата на Саладин, ал-Адил I, заради които влиза в конфликт с Ордена на хоспиталиерите.
Умира на остров Кипър през 1200 г.